# Holorusia japvoensis
Holorusia japvoensis är en tvåvingeart som först beskrevs av Alexander 1953.  Holorusia japvoensis ingår i släktet Holorusia och familjen storharkrankar. Inga underarter finns listade i Catalogue of Life.